# Falda acquifera

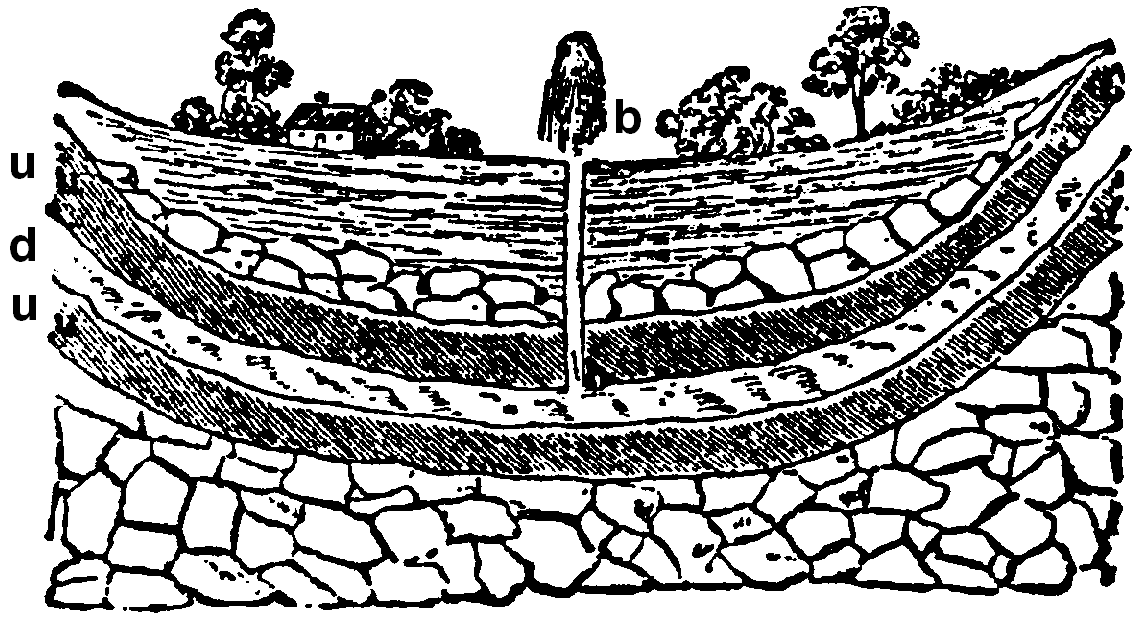
Raffigurazione della falda artesiana pubblicata nella Nordisk familjebok del 1876.

Una falda acquifera o falda idrica è una zona di rocce permeabili dove è presente acqua in grado di fluire per effetto della differenza di pressione idrostatica entro il corpo della falda, e nel caso della presenza di un pozzo della differenza fra la pressione nella falda circostante il pozzo e quella a fondo pozzo.

## Etimologia
La parola falda, che deriva dal termine tedesco falte che vuol dire piega, indica un deposito idrico tra gli strati (pieghe) del terreno.

## Descrizione

Schema acquifero

### Origine
Le acque meteoriche che cadono sulla superficie terrestre in parte ritornano all'atmosfera per effetto dell'evaporazione, in parte alimentano le acque superficiali e in parte attraverso le fratture/porosità delle formazioni rocciose permeabili superficiali riescono a penetrare nel suolo.
Una parte di questa va a ricostruire l'acqua di detenzione che si è ridotta a seguito dell'evapo-traspirazione, la rimanente percola in profondità fino a quando non incontra una formazione impermeabile (es. formazione argillosa o rocciosa compatta) che ne arresta il movimento di percolazione.
Man mano l'acqua si deposita e va a saturare i vuoti contenuti nelle formazione permeabile formando zone di terreno saturo dette rocce-serbatoio o rocce acquifere.
Tali depositi di acque sotterranee possono essere fermi o in movimento a seconda della permeabilità e giacitura degli strati del terreno e della conformazione geometrica degli strati impermeabili confinanti con la falda stessa.

### Natura dell'acqua del sottosuolo
L'acqua contenuta nel sottosuolo, oltre a quella di costituzione, si trova nelle seguenti forme:
- acqua di adsorbimento (o igroscopica) - costituisce un primo film continuo a contatto con il granulo, con uno spessore dell'ordine di un decimo di micron[1]. Tale acqua è legata ai grani di terreno con legami dipolari ed elettrochimici e non può essere spostata allo stato liquido;

- acqua pellicolare  -  rappresenta una pellicola dello spessore dell'ordine del micron e può spostarsi alla superficie dei grani sotto l'azione dell'attrazione delle vicine molecole d'acqua[1];

- acqua anulare -  è l'acqua che occupa parzialmente o totalmente i vuoti tra i granuli e ha menischi concavi; anch'essa è soggetta a tensione superficiale; è detta isolata se occupa solo in parte i vuoti e continua se li riempie completamente, formando la cosiddetta frangia capillare, il cui spessore è tanto maggiore quanto più piccoli sono i meati;

- acqua gravifica - è l'acqua che può fluire nel sottosuolo sotto l'azione della forza fisica e costituisce la falda idrica. Solamente questa circola negli acquiferi, sotto l'azione di gradienti ed alimenta le opere di captazione e le sorgenti[1].

### Distribuzione dell'acqua nel sottosuolo
Il sottosuolo può essere suddiviso in due zone: la zona insatura (o zona di aerazione) e la zona satura. Nella zona insatura parte dei vuoti è riempita da aria, nella zona satura tutti i vuoti sono riempiti da acqua.

#### Suddivisione della zona insatura
La zona insatura può essere a sua volta suddivisa in tre zone:
- zona di evapotraspirazione: è la zona che sta a contatto con la superficie; la circolazione dell'acqua è sempre verticale e può essere in due direzioni: sia in ingresso, quindi in alimentazione della falda, sia in uscita per azione combinata dell'evaporazione e della traspirazione, normalmente denominata evapotraspirazione.
Lo spessore di questa zona è molto variabile a seconda del clima e della vegetazione, normalmente è attorno ai 2 metri. La saturazione in questa zona varia tra il 75% ed il 100%.
- zona di transizione: la zona di transizione si trova al centro della zona insatura; in questa zona le acque circolano solo verso la falda. Questa zona non ha alcun legame idraulico con la zona satura.
- frangia capillare: è la zona che sta immediatamente al di sopra della zona satura ed ha con essa un legame stretto, infatti alle oscillazioni della zona satura, il movimento delle acque è verticale e bidirezionale a seconda dei movimenti della falda. Può essere suddivisa in frangia capillare satura, vicina alla falda freatica, e frangia capillare non satura.

## Classificazione degli acquiferi

### In base al tipo di permeabilità
Le diverse rocce entro cui può scorrere acqua di falda si possono suddividere in base al tipo di permeabilità: 
- Rocce permeabili per fessurazione: si tratta di rocce cristalline o sedimentarie compatte; le acque di falda circolano prevalentemente lungo fratture e discontinuità dell'ammasso roccioso;
- Rocce permeabili per carsismo: si tratta delle rocce sedimentarie carbonatiche (o gessose) interessate da dissoluzione carsica; le acque di falda scorrono nelle fratture ma anche all'interno di cavità e condotti carsici;
- Rocce permeabili per porosità: si tratta delle rocce sciolte (terre); le acque vanno a riempire i vuoti presenti tra un granulo e l'altro.

### In base al grado di confinamento
Gli acquiferi possono essere classificati sulla base di due categorie principali: 
- Acquiferi non confinati;
- Acquiferi confinati;

Esiste anche l'acquifero semiconfinato che ha caratteristiche intermedie rispetto ai due tipi principali.

### Falda freatica
Una falda freatica (o libera) è limitata superiormente da una superficie in corrispondenza della quale l'acqua è alla pressione atmosferica; tale superficie viene chiamata superficie freatica. La superficie freatica di norma non coincide con la zona satura, infatti nei meati più piccoli l'acqua risale per capillarità portandosi al di sopra della superficie freatica formando la cosiddetta frangia capillare satura.
In funzione delle dimensioni dei meati della formazione permeabile la frangia capillare può variare da pochi decimetri fino anche ad alcuni metri nel caso di terreni molto minuti (es. limi). Per prelevare acqua da una falda freatica è necessario realizzare un pozzo (freatico) e dotarlo di pompa.

### Falda artesiana
Le falde confinate, o in pressione, sono caratterizzate dal fatto che l'acqua occupa tutto lo spessore della formazione permeabile, che è racchiusa fra due formazioni impermeabili chiamate:
- letto della falda la formazione inferiore;
- tetto della falda la formazione superiore.

Nella falda confinata l'acqua è in pressione: pertanto se si dovesse forare il tetto della falda, ad esempio con una trivellazione di un pozzo, il livello dell'acqua si porterebbe ad una quota superiore al tetto stesso, raggiungendo il livello della superficie piezometrica.
Se la superficie piezometrica è superiore a quella del piano di campagna la falda è detta falda artesiana; realizzando un pozzo (artesiano) l'acqua può risalire fino in superficie senza alcun ausilio di pompe.

## Utilizzo della falda
Le falde idriche rivestono un ruolo sia ecologico (alimentano le sorgenti, le zone umide e i corsi d'acqua) sia di approvvigionamento idrico (acqua potabile, acqua per irrigazione, acqua per uso industriale, ecc.).